# SPAS-12
SPAS-12 (англ. Special Purpose Automatic Shotgun) — італійська рушниця, розроблена наприкінці 1970-х років.

## Опис

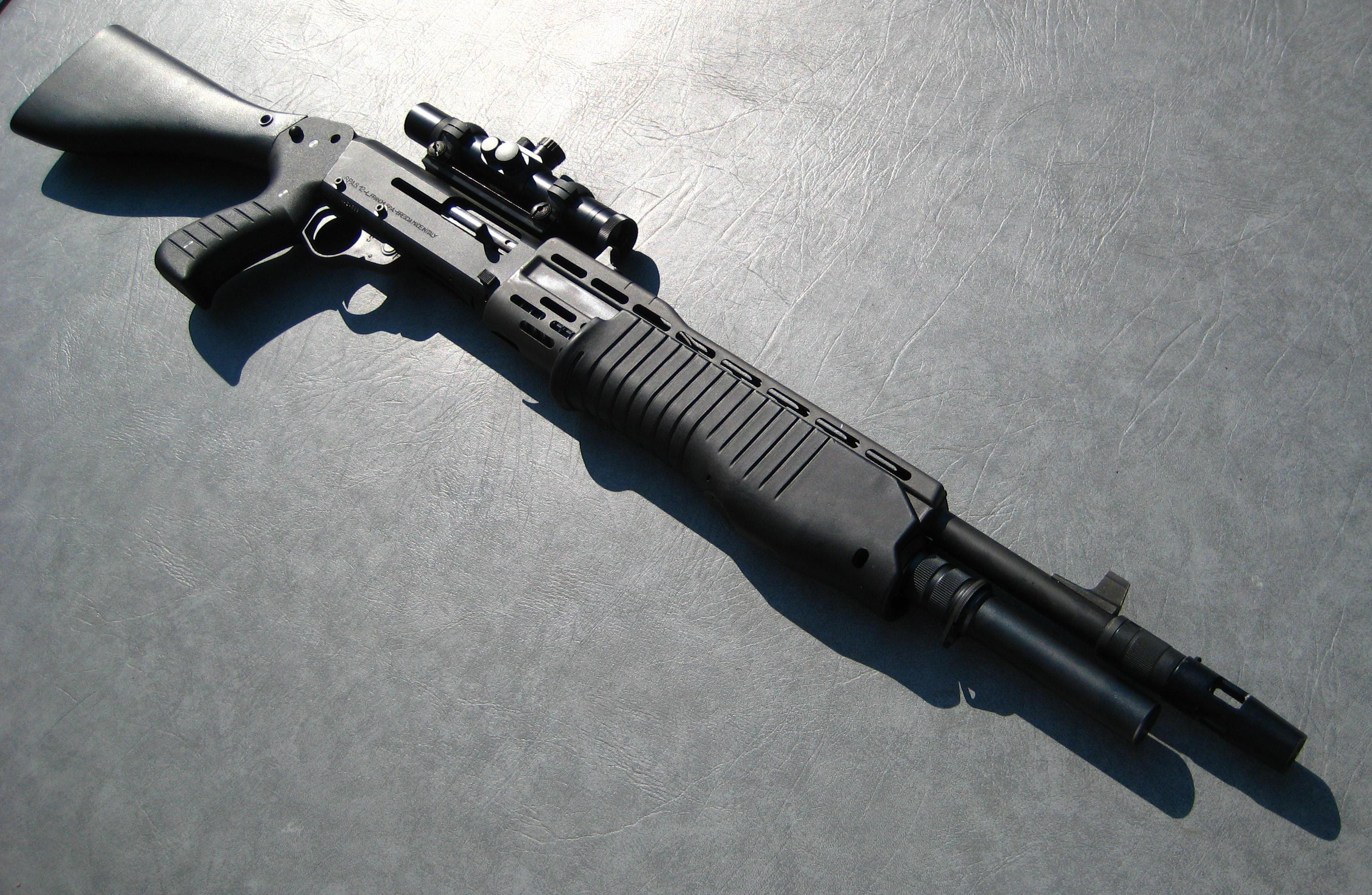
SPAS-12 з прикладом і оптичним прицілом

Franchi SPAS-12 є дворежимною рушницею, тобто вона може бути використана як самозарядна або помпова зброя. Перемикання між режимами стрільби здійснюється шляхом натискання кнопки під цівкою і переміщенням цівки злегка вперед або назад до клацання.
Однією з унікальних особливостей SPAS-12 є перемикач, який видно на складному прикладі рушниці. Цей перемикач може бути повернутий на 90 градусів так, щоб дробовик поміщався під передпліччям стрілка.
Теоретично, тримаючи рушницю за пістолетну рукоятку, стрілець може вести вогонь однією рукою: з стегна чи з витягнутої руки, насправді через вагу дробовика так малоймовірно. Незважаючи на важкий ствол, у SPAS-12 найслабша віддача зі всіх рушниць 12-калібру. До дула може кріпитись гранатомет, дальність стрільби якого становить 150 м.

## Варіанти

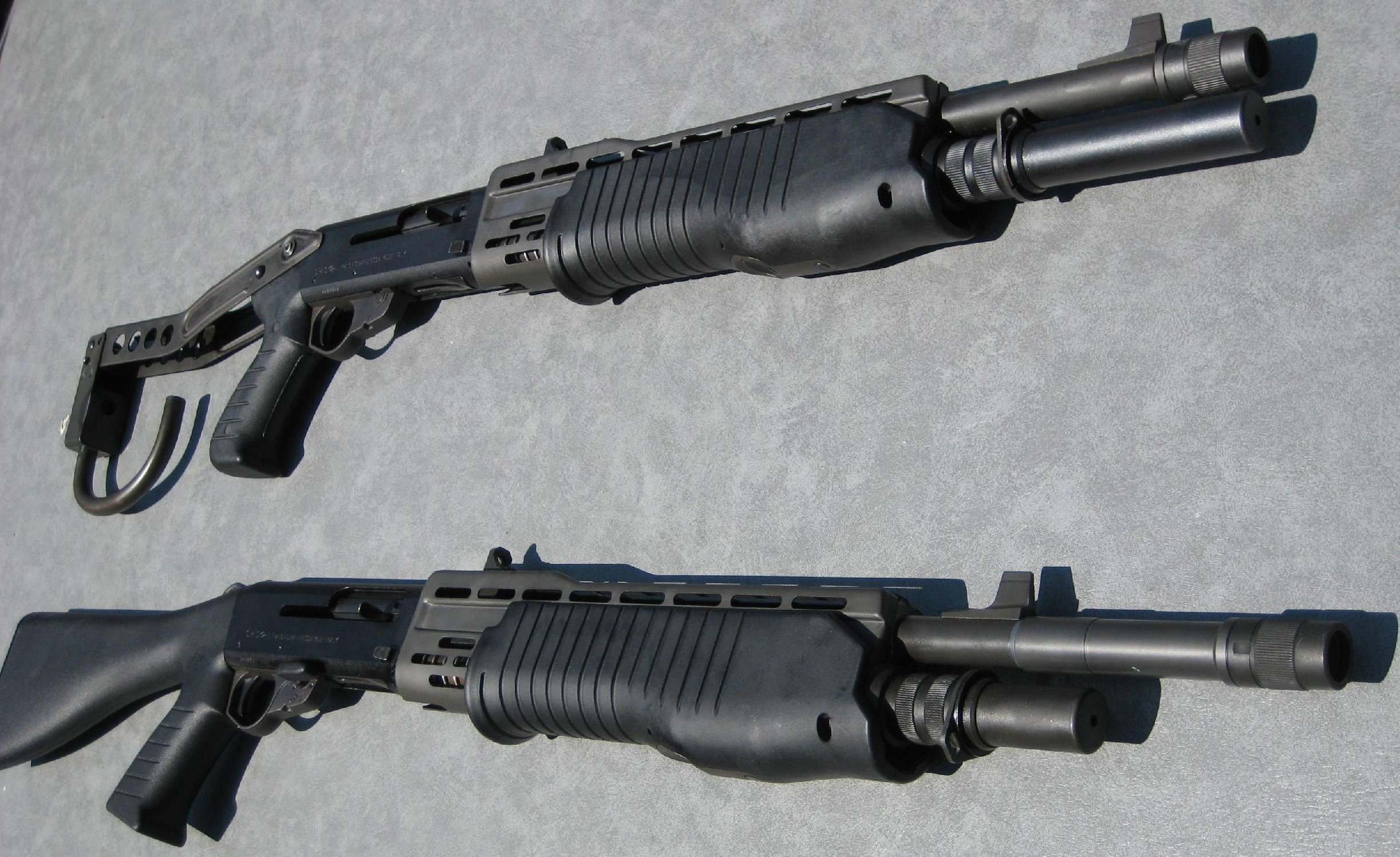
Два найбільш поширені варіанти SPAS-12: модель зі складним прикладом й восьмизарядним магазином и модель с фиксованим прикладом й шестизарядним магазином

Перший і найпоширеніший варіант SPAS-12 мав металевий складний приклад та восьмизарядний магазин. Невелика частина ранніх моделей мала знімний дерев'яний приклад.
Після введення в 1989 році в США обмеження на імпорт дробовика було випущено версію з пластмасовим фіксованим прикладом і магазином на п'ять або шість патронів, щоб дотримати необхідних обмежень.
Компанія Franchi випустила два дробовики, засновані на SPAS-12: LAW-12 і SAS-12. LAW-12 був самозарядним, а SAS-12 лише помповим. Для цих рушниць підходять аксесуари та багато деталей від SPAS-12.
Наступником SPAS-12 стала самозарядна/помпова рушниця Franchi SPAS-15.

## Оператори
- Ірландія
- Італія
- Казахстан
- США
- Туреччина
- Португалія
- Малайзія
- Ліван
- Індонезія
- Франція
- Чилі
- Бразилія
- Австрія